# Svizzera all'Eurovision Song Contest 1975
La Selezione Svizzera per l'Eurofestival 1975 si svolse a Ginevra il 24 gennaio 1975 presentata da Heidi Arbel, Maschia Cantoni e Claude Evelyn.

## Canzoni in ordine di presentazione
| Posizione | Canzone          | Artista           |
| 1.        | Mikado           | Simone Drexel     |
| 2.        | Lève-toi soleil  | Peter, Sue & Marc |
| 3.        | Chante avec nous | Gérald Matthey    |
| 4.        | Riminciare       | Marisa Frigerio   |
| 5.        | Liverpool        | Nuovi Angeli      |
| 6.        | Nimm den Zug     | Pierre Alain      |
| 7.        | Evasion          | Henri             |